# Merodontina sikkimensis
Merodontina sikkimensis là một loài ruồi trong họ Asilidae. Merodontina sikkimensis được Enderlein miêu tả năm 1914. Loài này phân bố ở miền Ấn Độ - Mã Lai.